# نانا برينديس هيلمارسدوتير

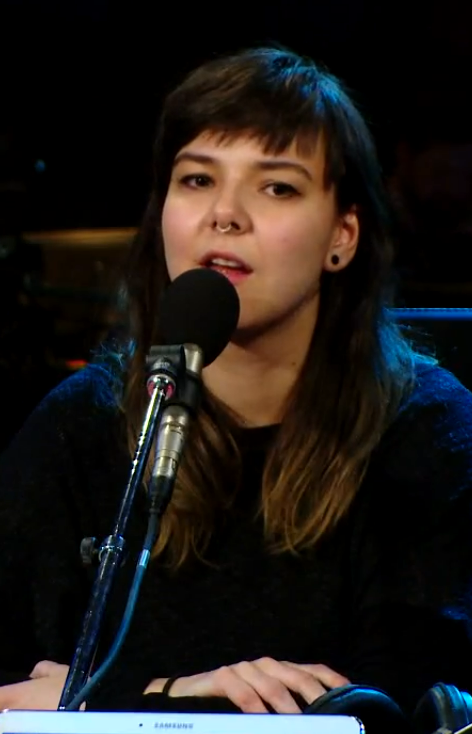
نانا بريندس هيلمارسدوتير

نانا برينديس هيلمارسدوتير (بالآيسلندية: Nanna Bryndís Hilmarsdóttir) وهي مغنية وموسيقية وعازفة قيثارة آيسلندية ولدت في يوم 6 مايو 1989 في مدينة ريكيافيك عاصمة آيسلندا وهي مؤسسة فرقة أوف مونستيرس أند مين.

## روابط خارجية
- نانا برينديس هيلمارسدوتير على موقع IMDb (الإنجليزية)
- نانا برينديس هيلمارسدوتير على موقع ميوزك برينز (الإنجليزية)
- نانا برينديس هيلمارسدوتير على موقع ميوزك برينز (الإنجليزية)
- نانا برينديس هيلمارسدوتير على موقع أول ميوزيك (الإنجليزية)
- نانا برينديس هيلمارسدوتير على موقع ديسكوغز (الإنجليزية)